# Germaine de Coster
Germaine Marguerite de Coster, née le 1er septembre 1895 à Paris 10e et morte le 12 novembre 1992 à Paris 4e, est une illustratrice, graveuse et relieuse française.

## Biographie
Germaine de Coster est née à Paris, le 1er septembre 1895 dans une famille d'ingénieurs d'origine flamande.
Elle entre en 1912 à l'École nationale supérieure des arts décoratifs. Elle travaille avec Charles Genuys et Paul Follot. Elle s'initie à la gravure sur bois de fil selon les méthodes japonaises auprès de Jules Chadel et de Yoshijiro Urushibara.
Elle se spécialise dans les arts graphiques mais s'intéresse aux tissus, aux décors et costumes de théâtre : elle aide Jacques Copeau et Louis Jouvet dans leur atelier de décors du théâtre du Vieux-Colombier. En 1921 elle est nommée professeur de décoration dans les écoles professionnelles de la Ville de Paris et en 1931 à l'École Duperré.
En 1983, Germaine de Coster a fait don au département des Estampes et de la photographie de la Bibliothèque nationale de France de l’ensemble de ses outils de graveur sur bois.

## Sociétés et expositions
En 1936 elle devient membre du Comité de la Société des artistes décorateurs, puis secrétaire et vice-présidente. Elle participe régulièrement à ses salons avec des reliures exécutées par Hélène Dumas signées De Coster-Dumas. Elle y reçoit une plaquette d'or de la Société d'encouragement à l'art et à l'industrie et y organise en 1954 un Centre d'Information artistique.
En 1949, Germaine de Coster expose à Lyon avec la Société de la reliure originale, dont le prix lui est décerné en 1951. Elle devient aussi membre de cette Société d'artistes et de bibliophiles.

## Musées et collections publiques
- Musée national des beaux-arts du Québec[6]
- Musée La Cohue Vannes
- Chalcographie du Louvre